# Ray Gilbert
Ray Gilbert (5 settembre 1912 – 3 marzo 1976) è stato un paroliere statunitense.

## Carriera
Ha collaborato con il compositore Allie Wrubel per la canzone Zip-a-Dee-Doo-Dah, inclusa nel film I racconti dello zio Tom (Song of the South), che è valsa ai due autori l'Oscar alla migliore canzone ai Premi Oscar 1948.
Ha scritto i testi in lingua inglese delle canzoni del film d'animazione I tre caballeros (1944).
Suo è anche il testo del brano ...and Roses and Roses, pubblicato da Andy Williams nel 1965.

## Vita privata
Dal 1962 alla sua morte, avvenuta nel 1976, è stato sposato con l'attrice Janis Paige.